# Portão
Portão es un municipio brasileño del estado de Rio Grande do Sul, en la Región Metropolitana de Porto Alegre. 
Se localiza a 29º42'06" de latitud sur y 51º14'31" de longitud oeste, a una altitud de 45 metros. Su población en 2007 era de 28.583 habitantes.
El término municipal tiene una superficie de 158,75 km² y cuenta con las aguas del río dos Sinos en el sur y del río Cadeia en el norte.